# 镇安桥
27°49′30″N 118°27′15″E / 27.82500°N 118.45417°E
镇安桥位于中国福建省浦城县临江镇，是一座木梁桥，桥面上建有廊屋，横跨临江溪（南浦溪支流），1982年被列为县级文物保护单位，2005年被列为福建省文物保护单位。
镇安桥始建于明洪武十二年（1379年），原称临江桥，正统十一年（1446年）更名镇安桥。嘉靖八年（1529年）、顺治五年（1648年）、宣统二年（1910年）、1936年多次重建。镇安桥4墩3孔，桥墩石砌。墩上用圆木井字形平铺叠涩为拱，再平放巨木为梁。桥全长70.45米，宽3.6米。桥面上有廊屋，高3.5米。